# 색 (미식축구)

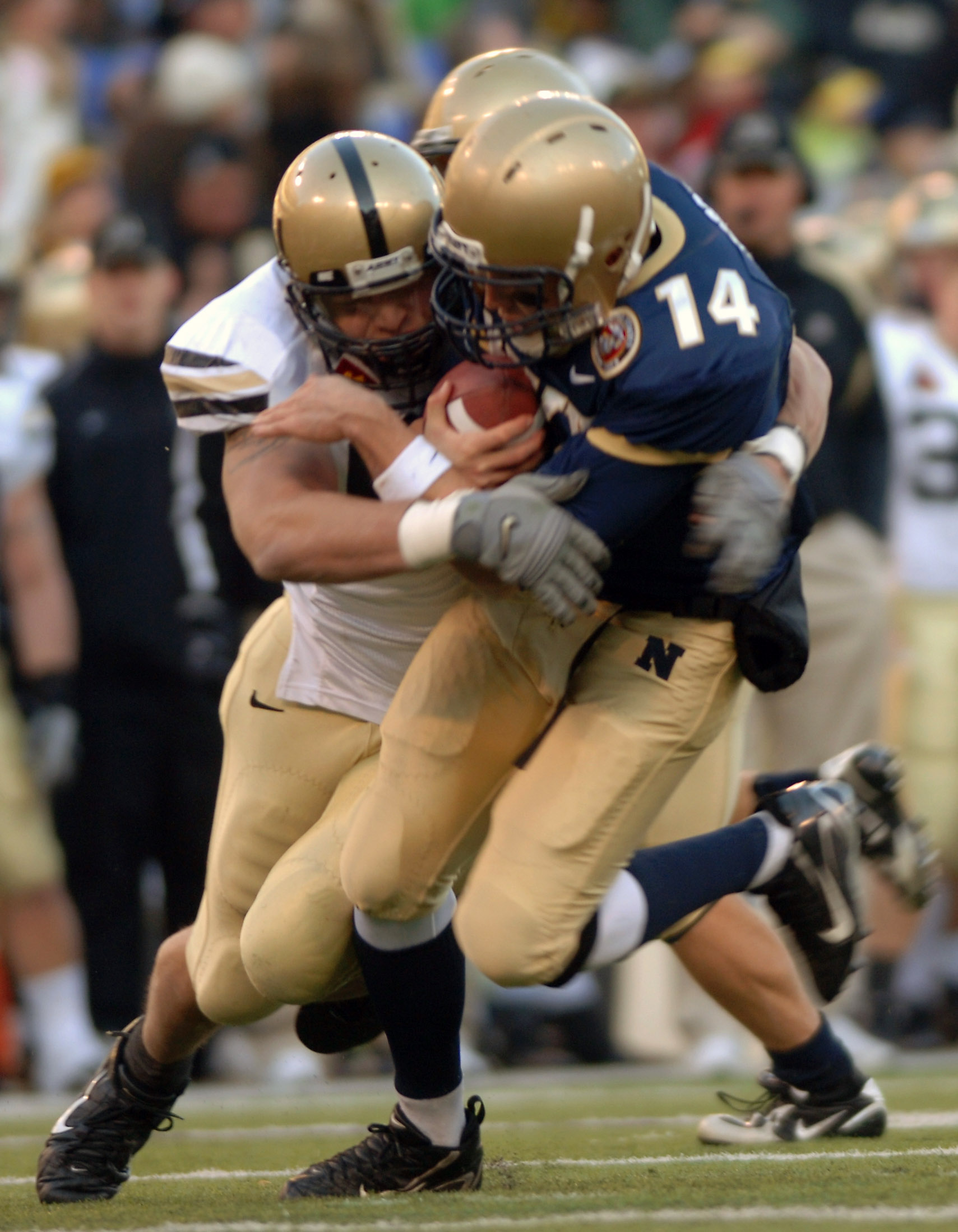

색(sack)은 미식축구에서의 수비 기술로, QB(쿼터백)에게 접근하여서 패스를 못하도록 태클을 하는 수비 기술을 말한다.
만약 쿼터백이 태클을 당하여 넘어지지 않았다면 색이 아니고, 색은 쿼터백이 라인 스크리미지 뒤에서 수비수들의 태클을 받아서 넘어져 공격이 종료된 것을 말한다. 쿼터백이 패스하기 이전에 태클을 당하는 경우이다. 색에 대한 기준은 별로 간단하지 않다.